# Lago di Val Noana
Il lago di Val Noana o lago Noana è un bacino artificiale situato in val Noana, nel territorio comunale di Mezzano (provincia di Trento).
La stretta gola in cui sorge la diga si chiama val Fondada per la notevole profondità. Il lago è costeggiato, sulla sinistra idrografica, dalla SP 221 "della val Noana" che dal centro di Mezzano raggiunge il rifugio Fonteghi.

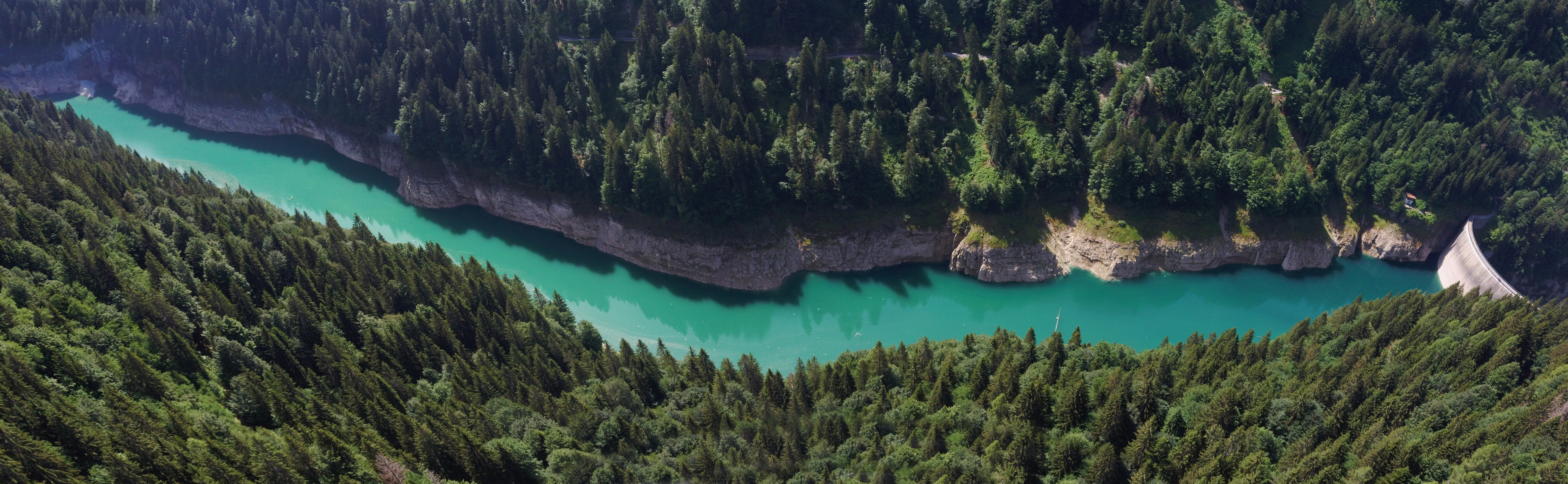
Vista panoramica del lago

La diga, di tipo a cupola, è alta 126m, larga 143,4 m e fu completata nel 1958. Le acque del Cismon e di alcuni suoi affluenti dell'alto Primiero, vengono convogliate nel serbatoio tramite una galleria che parte nei pressi di San Martino di Castrozza. L'acqua deferisce verso la Centrale di Val Noana con un tunnel lungo 5591 m passante sotto il Monte Vederna.
Attualmente l'impianto idroelettrico è controllato da Hydro Dolomiti Energia Srl, società del Gruppo Dolomiti Energia, assieme all'omonima centrale posta all'inizio del Lago Schener.

## Pesca
Il lago è una frequentata località di pesca dai pescatori del Primiero. La zona di pesca va da 40 metri a monte dello sbarramento fino alla "coda" del lago cioè dove vi si immette il torrente Giasinozza (zona N).
L'accessibilità al lago in alcuni tratti non è delle migliori mentre in altri è possibile arrivarci comodamente.

## Dati sullo sbarramento
- Inizio lavori: 1956
- Fine lavori: 1958
- Tipologia diga: arco, doppia curvatura (cupola)
- Altezza dal piano dell'alveo: 102 m
- Altezza dal punto di fondazione: 126 m
- Volume della diga: 164.096 m³
- Capacità invaso: 10,82 m³ x 10⁶
- Livello massimo invaso: 1016 mslm